# Алтын (приток Сивы)
Алтын — река в России, протекает в Сивинском районе Пермского края. Устье реки находится в 66 км по правому берегу реки Сива. Длина реки составляет 22 км. В 3,6 км от устья принимает справа реку Малый Алтын.
Исток реки на Верхнекамской возвышенности на границе с Республикой Удмуртия в 14 км северо-западнее посёлка Северный Коммунар. Исток лежит на водоразделе с бассейном верхней Камы. Течёт на восток и северо-восток, протекает деревни Зотино и Березники. Притоки — Сулаевка, Серебрянка (левые); Малый Алтын (правый). В нижнем течении течёт по южным окраинам села Екатерининское, чуть ниже него впадает в Сиву.

## Данные водного реестра
По данным государственного водного реестра России относится к Камскому бассейновому округу, водохозяйственный участок реки — Кама от города Березники до Камского гидроузла, без реки Косьва (от истока до Широковского гидроузла), Чусовая и Сылва, речной подбассейн реки — бассейны притоков Камы до впадения Белой. Речной бассейн реки — Кама.
По данным геоинформационной системы водохозяйственного районирования территории РФ, подготовленной Федеральным агентством водных ресурсов:
- Код водного объекта в государственном водном реестре — 10010100912111100009349
- Код по гидрологической изученности (ГИ) — 111100934
- Код бассейна — 10.01.01.009
- Номер тома по ГИ — 11
- Выпуск по ГИ — 1